# Liste von Virtualisierungsprodukten
Die Liste von Virtualisierungsprodukten enthält Virtualisierungssysteme, die im Sinne der Definition eines Hypervisors eine Abstraktionsschicht zwischen tatsächlich existierender Hardware und darauf installierten Betriebssystemen ermöglichen. Sie beschränkt sich dabei auf Software, die für Server-, Mainframe und Personal Computer eingesetzt werden kann (und enthält keine Virtualisierungssysteme für eingebettete Systeme und Industrieanlagen).
| Kategorisierung von Hypervisoren | Kategorisierung von Hypervisoren | Kategorisierung von Hypervisoren | Kategorisierung von Hypervisoren |
| -------------------------------- | -------------------------------- | --- | --- |
| Hypervisoren                     | Typ-1 (native)                   | PowerVM for Power-Architektur • Adeos • CP/CMS • Hyper-V • Logical Domains / Oracle VM Server for SPARC • LynxSecure • SIMMON • VMware ESX/ESXi (VMware vSphere • vCloud) • KVM (Red Hat Enterprise Virtualization) • Proxmox VE • Xen (Xen Project, Citrix XenServer, Citrix XenClient, …) • z/VM • VM2000 • PR/SM • ArchivistaMini | PowerVM for Power-Architektur • Adeos • CP/CMS • Hyper-V • Logical Domains / Oracle VM Server for SPARC • LynxSecure • SIMMON • VMware ESX/ESXi (VMware vSphere • vCloud) • KVM (Red Hat Enterprise Virtualization) • Proxmox VE • Xen (Xen Project, Citrix XenServer, Citrix XenClient, …) • z/VM • VM2000 • PR/SM • ArchivistaMini                                                                 |
| Hypervisoren                     | Typ-2 (hosted)                   | spezialisierte | Basilisk II • bhyve • Bochs • DOSBox • DOSEMU • L4Linux • Mac-on-Linux • Mac-on-Mac • SheepShaver • Virtual DOS Machine • Windows on Windows • Win4Lin • Hercules • OpenBSD VMM |
| Hypervisoren                     | Typ-2 (hosted)                   | unabhängige | Collax V-Cube+ • cgroups (lmctfy) • Linux-VServer • LXC (Docker, rkt) • OpenVZ (Virtuozzo) • FreeBSD jail • Microsoft Virtual Server • Parallels Workstation • Parallels Desktop for Mac • Parallels Server for Mac • PearPC • QEMU • Solaris Containers • VirtualBox • Virtual Iron • VMware Fusion • VMware Player • VMware Server • VMware Workstation • Windows Virtual PC • Workload Partitions |
| Desktop-Virtualisierung          | Desktop-Virtualisierung          | Citrix XenApp • Citrix XenDesktop • iCore Virtual Accounts • NX • Remote Desktop Services • VMware Horizon • X2Go • Parallels Remote Application Server | Citrix XenApp • Citrix XenDesktop • iCore Virtual Accounts • NX • Remote Desktop Services • VMware Horizon • X2Go • Parallels Remote Application Server |
| Applikationsvirtualisierung      | Applikationsvirtualisierung      | Ceedo • Citrix XenApp • Dalvik • Evalaze • InstallFree • Microsoft App-V • NX • Remote Desktop Services • Sandboxie • Spoon • Symantec Workspace Virtualization • VMware ThinApp • X2Go • Parallels Remote Application Server | Ceedo • Citrix XenApp • Dalvik • Evalaze • InstallFree • Microsoft App-V • NX • Remote Desktop Services • Sandboxie • Spoon • Symantec Workspace Virtualization • VMware ThinApp • X2Go • Parallels Remote Application Server |